# Javahé
Javahé (Javaé), jedna od tri lokalne skupine i pleme carajá Indijanaca, velika porodica Macro-Ge, porodica carajan. Ostale dvije skupine poznate su kao Xambioá i Carajá ili Karajá, po kulturi su slični a donekle razlikuju po jeziku. Javahé žive uz rijeku Araguaia na otoku Bananal, najvećem riječnom otoku na svijetu, danas na nekoliko rezervata u državama Tocantins (općina Cristalândia; 330, 1989 i rezervat Boto Velho, 60; 1984]) i Goiás (općina São Miguel).